# オフィス・ルード
オフィス・ルード（Office rude）は、日本の芸能事務所。所在地は、東京都文京区大塚。

## 所属俳優

### 男性俳優
- 丸井大福
- 伊藤 ひろし
- 武田 亮汰
- 國崎 健一
- 平沼 誠士
- 入間 史雄
- 石綿 大夢
- 森田 圭貴
- 荒木 健吾
- 中川 稔貴
- 小川 卓郎
- 高橋 伶
- 臼井 駿
- 越路 隆之
- オジけん
- 源 たいと
- 山口 雄大
- 小杉 一起
- 男虎 デジャヴ
- 藍沢 悠生

### 女性俳優
- 佐藤 睦
- 園山 千尋
- 志村 りお
- 青木 優里佳
- 湯浅 奈美
- 相馬 絵美
- 幸村 未鈴
- みなみ 奈未
- 中村 更紗
- もり けい子
- 渡辺 実希
- 砂川 英里
- 真尾根 光里
- 吉川 みこと
- 浅見 美佳
- 藍沢 悠生
- 仲村 愛香
- 高橋 ゆな
- 荒川 琴
- 伊沢 晶
- 夏アンナ

### 業務提携
- 幸村未鈴

## 過去の所属俳優
()は所属年
- 三河悠冴
- 有坂亜里紗
- 石上亮